# Liste der Baudenkmäler im Landkreis St. Wendel
Die Liste der Baudenkmäler im Landkreis St. Wendel enthält die geschützten Baudenkmäler im saarländischen Landkreis St. Wendel. 
Der Übersicht und Länge halber ist die Liste nach den Städten und Gemeinden des Landkreises separiert. Diese Einteilung findet sich in der folgenden Tabelle, in der zu jedem Eintrag, soweit möglich, ein exemplarisches Foto eines Baudenkmals aus der jeweiligen Stadt oder Gemeinde zu finden ist.
| Bild            | Stadt/Gemeinde | Karte | Liste                                | Ortsteile |
| --------------- | -------------- | ----- | ------------------------------------ | --- |
| Eisenbahnbrücke | Freisen        |       | Liste der Baudenkmäler in Freisen    | - Asweiler - Freisen - Grügelborn - Haupersweiler - Oberkirchen - Reitscheid - Schwarzerden |
| Kirche          | Marpingen      |       | Liste der Baudenkmäler in Marpingen  | - Alsweiler - Berschweiler - Marpingen - Urexweiler |
| Burgruine       | Namborn        |       | Liste der Baudenkmäler in Namborn    | - Baltersweiler - Eisweiler - Furschweiler - Gehweiler - Namborn |
| Mariengrotte    | Nonnweiler     |       | Liste der Baudenkmäler in Nonnweiler | - Bierfeld - Braunshausen - Kastel - Nonnweiler - Otzenhausen - Primstal - Schwarzenbach |
| Kirche          | Oberthal       |       | Liste der Baudenkmäler in Oberthal   | - Gronig - Güdesweiler - Oberthal |
| Kloster         | St. Wendel     |       | Liste der Baudenkmäler in St. Wendel | - Bliesen - Bubach - Dörrenbach - Hoof - Leitersweiler - Marth - Niederkirchen - Niederlinxweiler - Oberlinxweiler - Osterbrücken - Remmesweiler - St. Wendel - Urweiler - Werschweiler - Winterbach |
| Beckerturm      | Tholey         |       | Liste der Baudenkmäler in Tholey     | - Bergweiler - Hasborn-Dautweiler - Scheuern - Sotzweiler - Theley - Tholey - Überroth-Niederhofen                                                                                                   |